# Margarida I de Dinamarca
Margarida I de Dinamarca   (Søborg Castle, 1353 - Flensburg, 28 d'octubre de 1412 (Gregorià)), nascuda Margrete Valdemarsdatter, fou reina de Dinamarca i Noruega (entre 1387 i 1412), i de Suècia (de 1389 a 1412). Fundadora del pacte d'unió conegut com la Unió de Kalmar, fou el primer monarca que governà els tres regnes nòrdics (incloent Grenlàndia, Islàndia, les illes Fèroe, les illes Shetland, i les Illes Òrcades, que en aquell moment pertanyien a Noruega, i Finlàndia, que formava part de Suècia). És una de les figures més destacades de tota la història dels països nòrdics.
Filla del rei Valdemar IV de Dinamarca. Es va casar el 1363 amb el rei Hákon VI Magnússon de Noruega i Suècia. D'aquest matrimoni en nasqué Olau II de Dinamarca (1370-1387), rei de Dinamarca de 1376 a 1387 i rei de Noruega de 1380 a 1387.

## Regent de Dinamarca i Noruega
Margarida va néixer el 1353 al castell de Vordingvord i era la filla menor de sis fills dels reis de Dinamarca, Valdemar IV i Helvig. Tres dels seus germans van morir a la infantesa i els altres dos van ser, el seu germà gran, Christopher, Duc de Lolland i la seva germana gran, Ingeborg, Duquesa de Mecklenburg.
El gener de 1359, amb tan sols sis anys, el seu pare la va comprometre en matrimoni, per tal de segellar una aliança i acabar una guerra, amb el rei de Noruega Haakon VI Magnusson, que també governava a Suècia, juntament amb el seu pare Magnus II Eriksson. El 1363, quan Margarida tenia 10 anys i Haakon 23, es van casar al castell de Copenhaguen i es va convertir en reina consort de Noruega. Durant els primers anys del seu matrimoni, Margarida va restar a Dinamarca fins que l'any 1366, va partir cap a Noruega, on va continuar amb les ensenyances de Märta Ulfsdotter, la filla de Brígida de Suecia (santa Brígida), i no va entrar a la cort a Akershus fins que va fer els setze anys.
Aviat va demostrar les seves virtuts com a consellera del seu marit, molt més gran que ella, en les qüestions d'estat. A principis de desembre del 1370, Margarida donà a llum el seu primer i únic fill, Olau II. Llavors Margarida s'ocupà, principalment, d'obtenir el favor dels nobles danesos pel seu fill, del qual ella fou tutora i regent, i aconseguí que fos elegit el 1376 (amb tan sols cinc anys) com a rei de Dinamarca, en substitució de Valdemar IV (el qual havia mort l'octubre de 1375).
El maig de 1380 va morir el rei Haakon, i Olaf heretà, sense oposició, el tron de Noruega. Margarida va haver de governar dos regnes en qualitat de regent, degut a la minoria d'edat del seu fill. Margarida va aconseguir donar un cop contra la Lliga Hanseàtica, quan va recuperar el 1385 diversos castells a Escània (en mans dels alemanys des de 1370). El 1386 obtingué la fidelitat del comte Gerard VI de Holstein. Els comtes de Holstein havien dominat el ducat de Slesvig des de feia anys, i la regió sempre havia estat motiu de discòrdia entre Holstein i Dinamarca. Mitjançant la negociació, Margarida fou reconeguda com a senyora del ducat de Slesvig. El 3 d'agost de 1387, amb disset anys, va morir sobtadament el seu fill Olaf.

### Mestressa i Senyora de Noruega i Dinamarca
A la mort del seu fill, Margarida, que havia governat amb prudència i força, s'enfrontà a la família governant de Mecklenburg, en la qual hi havia pretendents als trons danès (Enric III de Mecklemburg) i noruec (Albert III de Mecklemburg, rei de Suècia). Margarida derrota les pretensions alemanyes i el 1387 fou elegida «mestressa, senyora i tutora de Dinamarca amb plens poders», i el febrer de 1388 va succeir el mateix a Noruega. Assegurada la frontera danesa del sud gràcies a la pau amb Holstein, Margarida centrà les seves pretensions sobre Suècia, aprofitant el descontentament camperol i de diversos nobles suecs envers el rei Albert.

## Reina regent de Suècia
Margarida havia estat ja reina consort de Suècia durant el co-govern del seu marit Haakon VI Magnusson amb Magnus II Eriksson, abans que el tron fos usurpat per Albert III de Mecklemburg. Això no obstant, Margarida donà suport al seu fill Olav per tal que aquest fos proclamat hereu al tron de Suècia, cosa que ocorregué el 1385. El 1388 Margarida establí una aliança amb els nobles suecs descontents degut al govern opressor del rei Albert, mitjançant la qual els nobles li prometeren la regència del regne a canvi que Margarida alliberés Suècia dels alemanys i l'anarquia regnant durant la llarga guerra civil. Margarida decidí intervenir militarment a Suècia, encara que no hi ha dades històriques sobre si el seu exèrcit estava constituït per suecs o danesos.

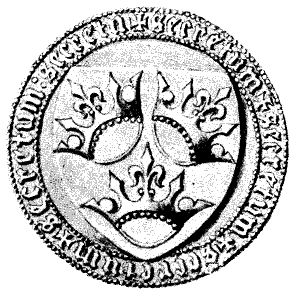
Segell de Margarida I amb tres corones (any 1390)

Albert partí a Mecklemburg, on va reunir un exèrcit alemany que per tal de prosseguir les hostilitats, no obstant fou finalment derrotat. El 24 de febrer de 1389 l'exèrcit de Margarida vencé al d'Albert a la batalla de Åsle, prop de Falköping, i que va comportar l'empresonament del mateix Albert i del seu fill. Esdevenint d'aquesta manera Margarida governant de Suècia.
Estocolm, que llavors comptava amb una gran proporció de població alemanya, es negà a reconèixer a Margarida. La ciutat fou assetjada, però resistí el setge degut al suport atorgat pels vitalians, un nombrós gremi de pirates contractat pels prínceps alemanys enemics de Margarida. Finalment, Margarida arribà a un acord amb Albert (pacte de Lindholm, 1395), en el qual la Lliga Hanseàtica va actuar de mitjancera; per tal que Albert fos alliberat, havia de satisfer un elevat rescat en un termini de tres anys, mentre que la Lliga Hanseàtica ocupà Estocolm com a garantia. Com Albert no pagà la suma acordada, la Lliga Hanseàtica cedí Estocolm a Margarida el 1398, a canvi de privilegis comercials.

## La Unió de Kalmar
Margarida adoptà al seu renebot, Eric de Pomerània, un noble alemany net de la seva germana Ingeborg. Eric descendia de les tres dinastíes que havien governat els tres regnes abans de Margarida. La reina portà Eric a Dinamarca el 1389 i li donà suport per tal que fos elegit rei d'aquest país. Eric fou elegit rei de Noruega el 1389, i de Dinamarca i Suècia el 1396. Per tal de mantenir la unió entre els tres regnes, Margarida convocà als consells dels tres països a la ciutat sueca de Kalmar, on es va dur a terme la coronació d'Eric, el 17 de juny de 1397. El 20 de juliol del mateix any es redactà a Kalmar una acta d'unió, coneguda com la Unió de Kalmar. L'acta d'unió establia que els tres països mantindrien les seves lleis i costums propis, i que cada estat seria administrat pels seus propis representants. Margarida no estigué del tot d'acord, ja que ella pretenia la unió total d'Escandinavia, això no obstant, cedí. A l'edat de divuit anys, Eric fou proclamat apte per a regnar, però Margarida continuà exercint el poder fins a la seva mort, delegant diversos aspectes del govern al jove monarca.

## Pretensions sobre Gotland i Slesvig

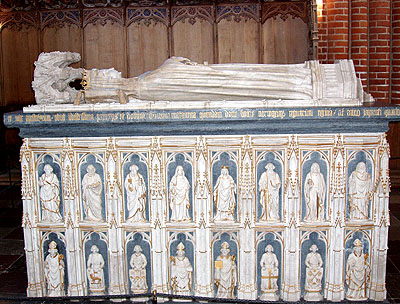
Tomba de Margarida I a la Catedral de Roskilde

L'illa sueca de Gotland fou ocupada pels vitalians des de 1394, i l'utilitzaren com a quarter general. Posteriorment, passà a mans de l'Orde Teutònic. El 1408, Margarida aconseguí acordar amb l'Orde la compra de l'illa, que restà sota control de Dinamarca. El 1404, morí el comte Gerard IV de Holstein i Margarida aprofità intentar l'annexió del ducat de Slesvig a la corona de Dinamarca. Les ambicions de Margarida provocaren la guerra contra el comtat de Holstein. Margarida s'embarcà cap a la ciutat de Flensburg, on es desenvoluparen les negociacions de pau. En el port d'aquesta ciutat morí el 28 d'octubre de 1412, probablement a causa de la pesta.
El seu cos fou enterrat a la localitat danesa de Sorø. El 1413 les seves restes foren traslladades a la catedral de Roskilde, prop de Copenhaguen, on se celebra un sumptuós funeral. El 1423 s'erigí sobre la seva tomba un grandiós monument d'alabastre, d'estil gòtic, ricament adornat i coronat amb una estàtua jaient de la reina.